# Lines Ridge
Lines Ridge är en bergstopp i Antarktis. Den ligger i Östantarktis. Australien gör anspråk på området. Toppen på Lines Ridge är 267 meter över havet.
Terrängen runt Lines Ridge är kuperad österut, men västerut är den platt. Terrängen runt Lines Ridge sluttar västerut. Trakten är obefolkad. Det finns inga samhällen i närheten. 